# Pompeji
Pompeji (latinski: Pompeii, talijanski: Pompei) su grad smješten na obali mora u blizini rijeke Sarno, kraj Napulja u talijanskoj pokrajini Kampaniji, te na sjecištu putova prema morskoj luci. Podignut je na vulkanskoj stijeni koja se uzdiže 30 metara iznad mora. Kako je potpuno bez izvora vode, život je bio težak, no zbog strateškog položaja koji je omogućavao kontrolu plodne nizine iza grada i morskog zaljeva ispod grada, bio je privlačna lokacija za mnoge narode. Grad je najpoznatiji kao rimski grad koji je uništen u erupciji vulkana Vezuva 24. kolovoza 79. godine. 
Pompeji su bili zatrpani pod slojem pepela 1600 godina prije nego što su slučajno otkriveni. 

## Povijest
Prvo naselje su osnovali Etruščani na već postojećoj Oskanskoj naseobini Alstadt (ispod foruma) koncem 7. st. pr. Kr. tako što su podigli gradske zidine okruživši oko 63 hektara površine, skoro cijelu današnju površinu grada. Etruščanima su Pompeji služili kao sigurna luka i naselje u kojem su obavljali trgovinu, te se grad razvijao poprilično kaotično, za razliku od obližnjeg otoka Ischia i gradova Cumaea i Neapolisa gdje su Grci još od 770. pr. Kr. provodili organiziranu gradnju.
██ Četvrt prema Herkulaneju
██ Forum
██ Via dell'Abondanzza
██ Sjeverni dio s Amfiteatrom
Nakon Bitke kod Cumae 524. pr. Kr., gradom su zavladali Grci, a već koncem 5. st. pr. Kr. Grke su potjerali novi naseljenici sa sjevernih planina, Samniti, koji su zavladali skoro cijelom Kampanijom. Unatoč strogoj vlasti Samnita, grčki utjecaj je ostao snažan u gradu koji je za njihove vladavine ojačao svoje zidine. Nakon Samnitskih ratova (343. pr. Kr. - 290. pr. Kr.) Samnite su porazili Rimljani i Pompeji su postali dio Rimsko-Italskog saveza u kojemu su sačuvali svoju autonomiju i započeli ubrzan razvitak, temeljen na trgovini vinom i uljem. Do 2. st. pr. Kr. sve važnije javne građevine su bile podignute i ukrašene, a forum je dobio dugu kolonadu s tri strane i postao je centar vjerskog, političkog i upravnog života grada.
Za vrijeme rimskog građanskog rata Pompeji su stali na stranu drugih italskih gradova koji su zahtijevali rimsko građanstvo. Okrutni general i rimski konzul Sula je ugušio ustanak u cijeloj Kampaniji 89. pr. Kr., a Pompeji su proglašeni kolonijom Colonia Cornelia Venerai Pompeianorum prema srednjem imenu Sule (Cornelius) i božici Veneri koju je obožavao. Pompeji su izgubili status slobodnog grada i bili su primorani usvojiti rimsko pravo, a brojni vojnici iz Suline vojske su dobili placeve oko grada. Dotadašnje vladarske obitelji Popidius, Trebius i Holconius su izgubili moć u korist novopridošlica, pa su čak i samnitski hramovi romanizirani, Jupiterov hram pretvoren u Kapitolij, a u gradu su podignuti novi hramovi, terme, odeon i amfiteatar.
Za vrijeme cara Augusta i Rimskog Carstva Pompeji su se nastavili razvijati, a od 20. pr. Kr. širom grada su podignuti rimski hramovi omiljenih Augustovih božanstava, te je obožavanje u tim hramovima značilo obožavanje Cara. Vespazijan je proširio Venerin hram i podigao svoj hram na forumu na kojemu su uklonjene skulpture slavnih pompejanaca i naposljetku zamijenjene skulpturama careva. Podignuti su i brojni slavoluci od kojih je najpoznatiji Neronov slavoluk na istočnoj strani Kapitolija.

### Smrt Pompeja
Erupciji Vezuva koja je zatrpala Pompeje prethodili su brojni potresi od kojih je najrazorniji bio onaj 67. godine, dvanaest godina prije katastrofalne erupcije. Pompeji su se brzo oporavljali zahvaljujući svojoj snažnoj ekonomiji, no neke od obnova su još bile u tijeku kada je Pompeje zadesila konačna smrt.
Do 24. listopada 79. godine, za Vezuv se vjerovalo kako je obična planina. Negdje oko 12 sati uz strahovit prasak “čep” od otvrdnute lave kojim je bio začepljen krater vulkana se rasprsnuo od nagomilanog pritiska. Eksplozija je izbacila stup vulkanskog materijala visok oko 20 km, koji je slijedila “kiša” malog kamenja (lapilli), te vulkanskog pepela koji je zatrpao sve u radijusu od 70 km. U vrijeme erupcije u Pompejima je živjelo oko 20.000 ljudi.
Plinije Mlađi, admiral rimske flote u obližnjem Misenu i znanstvenik prirodoslovac, u svom pismu Tacitu opisuje katastrofu u kojoj je poginuo njegov stric Plinije Stariji, a kojemu je on svjedočio bježeći brodom prema Stabiae. On navodi: “Pojavio se oblak koji mogu opisati samo oblikom guste čempresove krošnje ... Kontinuirani i dugi potresi su tresli kuću, kao da je netko pomjerao iz temelja, u jednom trenutku slabo, u drugom jače. Ljudi ispred kuće su bili prestrašeni od kamenja koje je padalo s neba, iako je bilo svijetlo i tako prhko da se lomilo na dodir; ... ipak sam odlučio izaći van s jastucima na glavi.”
Pompeji i obližnji Oplontis su zatrpani za samo nekoliko sati, a potresi i plimni valovi su potrajali sve do sljedećeg jutra. Na kraju je kiša stvrdnula impresivnu rijeku lave i pokrenula blatne lavine. Herkulanej je zatrpan impresivnom razinom blata od 20 metara, vjerojatno od jezera koje ispunjavalo krater vulkana prije eksplozije. Većina stanovnika Pompeja nije poginula od urušavanja zgrada, niti od vulkanskog kamenja s neba, već od otrovnih plinova iz vulkanskog kamenja.
Nekoliko dana poslije carska senatorska komisija iz Rima je došla na mjesto tragedije da organizira pomoć za preživjele. Sljedeće godine je i sam car Tit posjetio lokaciju, te pronašao da su uzaludni svi pokušaji za obnovom Pompeja i Herkulaneja. Preživjeli nisu imali druge, već da pokušaju pronaći svoje mrtve i pokoje svete predmete, te da se odsele na neko gostoljubivije mjesto.
Tek je car Aleksandar Sever (208. – 235.) pokušao izvući nešto mramora, stupova i skulptura iz grada, ali je veoma brzo napustio radove. Od tada su Pompeji bili potpuno zaboravljeni, osim nekoliko maglovitih navoda na rimskim kartama koje su prepisivane sve do srednjeg vijeka.

### Otkriće Pompeja
Godine 1592., prilikom iskapanja kanala, arhitekt Fontana je otkrio ostatke oslikanog zida, što je dokumentirano i zaboravljeno. Iskapanje je započeto tek 1748. godine za vladavine burbonskog kralja Karla Napuljskog, vjerujući da je riječ o drevnom gradu Stabiae. Godine 1763. iskopan je natpis koji je potvrdio pravo ime grada Pompeja. Kako je Herkulanej bio zatrpan tvrdim slojem blata, a Pompeji mekanim slojem blago otvrdnutog pepela, iskopine su brže napredovale u Pompejima. Poluiskopani Pompeji su postali senzacijom i ranom turističkom lokacijom već u 18. stoljeću.
Iskapanje je pojačano 1860. godine kada je ravnateljom arheološke lokacije postao Giuseppe Fiorelli, koji je prvi primijenio sustav konzerviranja otkrića, i strateški isplanirao iskapanja umjesto bjesomučne potrage za blagom.
Najvažnija otkrića i studije o gradu djelo su Amadea Maiurija od 1924. do 1961. godine. Suvremena istraživanja su također plodonosna, ali i suočena s problemima očuvanja arheološke lokacije.

### Moderni Pompeji
Moderni grad Pompeji je osnovan u pompejskoj dolini (Valle di Pompeii) 1875. godine s malim naseljem od 300 stanovnika, koja danas ima oko 25.000 stanovnika. Odvjetnik i zaljubljenik u kult Djevice Marije, blaženik Bartolo Longo, je od 1872. godine upravljao izgradnjom Pompeja u kojima je podigao veličanstvenu crkvu Djevice Marije od Ružarija i sirotište za djevojke (1887.) i djecu osuđenika (1892.), te školu (1922.). Zvonik crkve je izgrađen 1925. god., a njegov brončani križ na vrhu služi kao orijantir za cijelu dolinu rijeke Sarno. Crkva je postala hodočasničkim mjestom Djevice Marije, štoje dovelo do osamostaljenja Pompeja kao grada 1927. godine. Gradsko gospodarstvo se temelji na turizmu s velikim brojem hotela, restorana i otmjenih prodavnica.

## Znamenitosti
Forum je bio glavni i pješački trg u Pompejima i srce gradskog života. Bio je dug 142, a širok 38 metara, a od njega su vodile glavne ulice. Bio je uokviren kolonadom dorskih i jonskih stupova s tri strane, dok se na četvrtoj nalazio Jupiterov hram, kasnije Kapitolij (hram posvećen rimskom Trojstvu Jupitera, Juna i Minerve). Bio je popločan, a uokvirivale su ga najvažnije javne građevine (navedene suprotno od smjera kazaljke na satu):
- Apolonov hram iz 2. st. pr. Kr. je izgrađen preko starijeg iz 5. st. pr. Kr. i ima korintske stupove s oltarom od traventina pored sunčanog sata, ispod dugih stuba. Hram obilježavaju dvije skulpture, brončani Apolon s lukom i mramorna Dijana nasuprot;
- Bazilika sa sudnicom iz 2. st. u kojoj se vjerojatno odvijala i važnija trgovina;
- Tri identične općinske zgrade, ured gradonačelnika (Duumviri), ured Aidelesa koji je bio zadužen za javnu gradnju i gradsko vijeće (Curia), te uz njih zgrada za izbore (Comittium) koja je bila bez krova i imala je petera vrata;
- Zgrada Venerine svećenice Eumachiae koja se bavila unosnom proizvodnjom predmeta od vune u vrijeme cara Tiberija. Ova zgrada je zapravo sjedište njene bogate trgovačke korporacije i tvornice odjevnih predmeta;
- Vespazijanov hram izgrađen nakon 62. godine je imao malo svetište sa skulpturom Cara naglašeno s četiri masivna korintska stupa, ispred kojeg je bio podij i kockasti oltar ukrašen reljefom carske žrtve koji je još tu;
- U nastavku su slijedile građevine: Hram za pučke prinose žrtve,  natkrivena tržnica (Marcellum) s kružnom fontanom u sredini i Neronov slavoluk na ulazu u forum;
- Jupiterov hram, kasnije Kapitolij je bio izbačen u središte foruma, a danas se iza njega ocrtava vrh Vezuva;
- Na kraju tu je bio Druzov slavoluk, javni toalet, trgovina žitarica i Mensa Ponderaria (devet rupa u vapnencu vanjskog zida Apolonova hrama koje su služile kao standardna mjerila za vaganje robe).
- Forumske terme iz 2. st. pr. Kr. su bile malene i nepravilnog trokutastog oblika, ali su posjedovale sve prostorije koje su trebale jednom Rimljaninu: svlačionicu (Apodyterium), bazen s hladnom vodom (Frigidarium), kupatilo (Tepidarium) ukrašeno štuko reljefima divova koji nose gredu, garderobu (Calidarium), sobu za vježbanje (Gymnasium) i poseban odjel za žene.

- Apolonov hram (1870.).
- Rekonstrukcija tepidarijuma forumskih termi.
- Frank Fox, Faunova vila (1918.).
- Soba Misterija u vili Misterija.

### Vile
- Faunova vila je ogromna stambena kuća (domus) koji prekriva cijelu četvrt (insulae) od oko 3,000 m² i jedna je od najvećih privatnih građevina u Pompejima. Potječe iz 2. st. pr. Kr., a ime je dobila po malenoj brončanoj figuri Fauna koji je stajao u sredini plitkog bazena (impluvij) u središtu atrija. Ova kuća nepoznatih vlasnika je imala dva atrija, dva peristila, tri triklinija sa stambenim prostorijama, privatnim kupatilom, kuhinjom, toaletom, konjušnicom i zgradama za sluge organiziranim oko velikog središnjeg atrija.
- Vila Vettii je bila raskošna rezidencija bogate trgovačke obitelji Vettii koja je najpoznatija po najbolje očuvanim zidnim freskama na brojnim zidovima. Vila je podijeljena na dva dijela, obiteljski dio organiziran oko atrija s vrtom i peristilom, i dio za poslugu s malim atrijem i malenim prostorijama. Obiteljske odaje i atrij su bogato dekorirane skulpturama i freskama mitoloških prizora.
- U sjevernom dijelu, pored amfiteatra, su se nalazile dvije vile: Kuća Octaviusa Quartiusa s najvećim vrtom u Pompejima i najveća vila u Pompejima – Vila Julije Felix.
- Carska vila je izgrađena na padini brda u ranom carskom dobu, a uništena je u potresu 62. godine i nikada nije obnovljena. Od nje su ostali 80 m duga kolonada s 43 stupa i slike mita o Tezeju i Ikarovom letu na zidu dnevnog boravka.
- Vila misterija izvan gradskih zidina potječe iz 2. st. pr. Kr. i najveličanstvenija je gradska vila. Pored luksuznih prostorija za gospodare, nastavljaju se prostorije farme koje se nastavljaju u okolicu s vinogradom. S farme se ulazilo u dvorište s peristilom koji je bio vezan s atrijem, a ovaj s tablinumom (četvrtastim hodnikom) koji se veže na apsidnu dvoranu koja je gledala na more s kriptoportika iznad litice. Oko njih su se nalazile kuhinja, veliki toalet, mali atrij, spavaće sobe i posebna panoramska blagovaonica koja je zbog svojih fresko dekoracija prozvana “Dvoranom misterija”. Njene zidne freske su duge 17, a visoke oko 3 metra, te prikazuju tajanstveni vjerski ritual inicijacije mladih žena povezan sa ženskim kultom Dioniza i njegovih orgijskih svečanosti “Bakanalija (Bacchanalia)”. Ovaj kult je službeno bio zabranjen u Rimu i vlasnici su bili suočeni sa strogim kaznama. Freske su naslikane u frizu oko cijele prostorije, prekinutog samo vratima, koji s lijeva na desno prikazuje 28 likova u prirodnoj veličini na jarko crvenoj pozadini:

1. Čitanje rituala i početak inicijacije
2. Prinošenje žrtve
3. Glazbenici i pastoralni prikaz
4. Prestrašena žena
5. Silen nudi satirima piće
6. Dioniz oslonjen na Arijadnine noge
7. Incijatkinja otkriva Dionizov simbol falusa
8. Krilata žena bičuje mladu ženu (incijatkinju) koja kleči dok naga Bahatkinja pleše
9. Mlada žena se priprema za inicijaciju dok joj Eros pridržava zrcalo
10. Domina (Dionizova svećenica i gospodarica kuće) na prijestolju

## Ostale građevine
Trokutasti forum je bio svojevrsna pompejska akropola. Njegov trokutasti oblik strši izvan gradskih zidina i njegovi hramovi su bili daleko vidljivi s mora (prva stvar koju su pomorci vidjeli od Pompeja). U forum se ulazilo kroz portik uokviren s tri jonska stupa do kolonade od 95 stupova iz 2. st. pr. Kr. U sredini se nalazio veliki Herkulov dorski hram iz 6. st. pr. Kr. koji je kasnije pretvoren u Minervin hram, a naposljetku napušten prije uništenja Pompeja. Ispred hrama se nalaze tri pred-rimska oltara i okrugli bunar okružen dorskim stupovima, dok je iza hrama polukružna kamena klupa s koje se pruža pogled na Napuljski zaljev.
Lupanar je bio službeni bordel u Pompejima (od mnogih u gradu) koji se nalazio na sjecištu dvije malene ulica, ali u samom središtu grada. Brojne posjetioce su do bordela vodili putokazi u obliku falusa uklesani u ploče na ulicama. Na zidovima su brojne erotske scene, a iznad svakih vrata su eksplicitne scene seksa koje pokazuju mušterijama specijalnost prostitutke u sobi.
Stabijske terme iz 2. st. pr. Kr., u središtu grada, su se prostirale na 35,000 m² s unutarnjim dvorištem oko kojega su prostorije kupatila za muškarce, dok su ženske prostorije bile manje i imale su poseban ulaz.
Veliko kazalište iz 2. st. pr. Kr. je izgrađeno u grčkom stilu (sa sjedalicama uklesanim u padini brda), ali s rimskom scenom i plošnom galerijom oko sjedališta na kojem je moglo stati mnogo više ljudi (obično onih najsiromašnijih jer je to bilo najudaljenije mjesto). Kazalište je moglo primiti oko 5,000 ljudi, a mjesta najbliža orkestri su bila rezervirana za najvažnije posjetitelje, a iza scene se nalazilo veliko dvorište za vježbu oko kojega su bile gladijatorske barake.
Odeon (malo zatvoreno kazalište) se nalazi uz veliko kazalište i starije je (2. stoljeće pr. Kr.). Ima oblik polukružnog rimskog kazališta s četiri lučna ulaza iznad kojih su bile galerije za počasne goste. Obično se koristilo za manje izvedbe poput poetskih recitala i koncerata.
Amfiteatar su u 3. st. pr. Kr. dala izgraditi dva najveća upravitelja ove rimske kolonije, Caius Quintus Valgus i Marcus Portius, što ih čini najstarijim afitetrom u antičkom Rimu. Amfiteatar je mogao primiti oko 20,000 gledatelja na svoje tri etaže, a u najhladnijim danima zime i najtoplijim danima ljeta nije bilo predstava. Uz amfiteatar se nalazio najveći otvoreni prostor u gradu (141 x 107 m), rezerviran za carske ideološke prezentacije - Palestra.
Od triju gradskih vrata, vrata prema Vezuvu (Porta Vezuvio), vrata prema Nocereu (Porta Nocera)  i vrata prema Herkulaneju (Porta Ercolano), vode ceste oko kojih su dva gradska groblja (necropolis) s bogatim grobnicama koje se prostiru na više od 250 m s obje strane ceste. Posjetitelji su morali proći pored velebnih grobnica, upozoreni na bogatstvo njegovih stanovnika, prije nego što bi došli u grad.
U gradu se nalazile i brojni dućani, restorani, gostionice, fontane, termopoliji (brzi restoran), vojna škola, pekarnice, Castelum Aquae (hidraulična vodovodna postaja), i dr.